# 石清水八幡宮
石清水八幡宮（日语：石清水八幡宮）是位在日本京都府八幡市的神社。與宇佐神宮、筥崎宮並列日本三大八幡宮。為勅祭社、二十二社之一，舊社格為官幣大社（現神社本廳的別表神社）。僅次於伊勢神宮，石清水八幡宮是日本的國家第二等宗廟，為每年元旦在皇居由天皇舉行四方拜時遙拜的神社之一。
二戰時日本皇軍曾在扶桑號戰艦設立分支艦内神社。

## 外部連結
- 石清水八幡宮 （页面存档备份，存于）